# Episodi di Cardfight!! Vanguard G: Stride Gate
Cardfight!! Vanguard G: Stride Gate (カードファイト!! ヴァンガードG ストライドゲート?, Kādofaito!! Vangādo G Sutoraido Gēto) è stato trasmesso originalmente in Giappone dal 17 aprile al 24 settembre 2016 su TV Tokyo per un totale di 24 episodi. La sigla d'apertura è SHOUT! di Mamoru Miyano mentre quelle di chiusura sono rispettivamente High Touch☆Memory (ハイタッチ☆メモリー?) di Yui Ogura (ep. 271-282) e Promise You!! di YuiKaori (ep. 283-294).

Il logo della serie

Collocato direttamente dopo GIRS Crisis, Chrono ed i suoi amici cercheranno di contrastare le ambizioni di Ryuzu una volta per tutte.

## Lista episodi
| Nº serie | Nº         | Titolo italiano Giapponese 「Kanji」 - Rōmaji                                                         | In onda           | In onda |
| Nº serie | Nº         | Titolo italiano Giapponese 「Kanji」 - Rōmaji                                                         | Giapponese        |         |
| 75 (271) | Turn 27    | Intruso! Il laboratorio di Ryuzu 「突入！リューズ・ラボ」 - Totsu'nyū! Ryūzu Rabo                     | 17 aprile 2016    |         |
| 76 (272) | Turn 28    | Ryuzu Myoujin 「明神みょうじんリューズ」 - Myōjin Ryūzu                                               | 24 aprile 2016    |         |
| 77 (273) | Turn 29    | Hiroki Moriyama 「守山 ヒロキ」 - Moriyama Hiroki                                                     | 1º maggio 2016    |         |
| 78 (274) | Turn 30    | Riunione con Kanzaki 「神崎との再会」 - Kanzaki to no saikai                                          | 8 maggio 2016     |         |
| 79 (275) | Turn 31    | Taiyou contro Hiroki 「タイヨウVSヒロキ」 - Taiyō tai Hiroki                                          | 15 maggio 2016    |         |
| 80 (276) | Turn 32    | Il crollo di Dragon Empire Branch 「ドラゴンエンパイア支し部ぶ崩ほう壊」 - Doragon Empaia Shibu hōkai | 22 maggio 2016    |         |
| 81 (277) | Turn 33    | Un visitatore maligno 「不機嫌な見舞客」 - Fukigen'na mimai kyaku                                     | 29 maggio 2016    |         |
| 82 (278) | Turn 34    | La memoria di Chrono 「クロノの記憶」 - Kurono no kioku                                               | 5 giugno 2016     |         |
| 83 (279) | Turn 35    | Il risveglio della carta dipendente 「ディペンドカード覚醒」 - Dipendo Kado kakusei                   | 12 giugno 2016    |         |
| 84 (280) | Turn 36    | Il triangolo della diva 「歌姫の三重奏」 - Utahime no Torianguru                                      | 19 giugno 2016    |         |
| 85 (281) | Turn 37    | Il trio, ancora una volta 「三人で、再び」 - Sannin de, futatabi                                      | 26 giugno 2016    |         |
| 86 (282) | Turn 38    | Rive e Ryuzu 「ライブとリュ一ズ」 - Raibu to Ryuuzu                                                   | 3 luglio 2016     |         |
| 87 (283) | Turn 39    | Promessa 「約束」 - Yakusoku                                                                          | 10 luglio 2016    |         |
| 88 (284) | Turn 40    | Battaglia feroce! Drago Trinità 「激闘げきとう!トリ二ティドラゴン」 - Gekitou! Toriniti Doragon       | 17 luglio 2016    |         |
| 89 (285) | Turn 41    | Enishi contro Am 「江西えにしVSアム」 - Enishi VS Amu                                                 | 24 luglio 2016    |         |
| 90 (286) | Turn 42    | La gioia di Shinonome 「東雲の愉悦」 - Shinonome no yuetsu                                            | 31 luglio 2016    |         |
| 91 (287) | Turn 43    | Futuro perfetto 「完全なる未来」 - Kanzen'naru mirai                                                  | 7 agosto 2016     |         |
| 92 (288) | Turn 44    | Ora del giudizio 「審判の刻」 - Shinpan no koku                                                       | 14 agosto 2016    |         |
| 93 (289) | Turn 45    | Deus ex machina 「機械仕掛けの神」 - Kikai shikake no kami                                            | 21 agosto 2016    |         |
| 94 (290) | Turn 46    | Spada fiammeggiante 「光輝の剣」 - Kōki no ken                                                        | 28 agosto 2016    |         |
| 95 (291) | Turn 47    | Veri sentimenti 「本当の気持ち」 - Hontō no kimochi                                                   | 4 settembre 2016  |         |
| 96 (292) | Turn 48    | Chrono contro Ryuzu 「クロノVSリューズ」 - Kurono VS Ryūzu                                            | 11 settembre 2016 |         |
| 97 (293) | Turn 49    | Il futuro oltre l'immaginazione 「イメージを超えた未来」 - Imēji wo koeta mirai                       | 18 settembre 2016 |         |
| 98 (294) | Final Turn | PROSSIMA FASE 「NEXT STAGE」                                                                          | 25 settembre 2016 |         |

## Home video

### Giappone
Gli episodi di Cardfight!! Vanguard G: Stride Gate sono stati pubblicati per il mercato home video nipponico in edizione DVD dal 21 dicembre 2016 in unico box.
| N° | Data             | Dischi | Episodi | Fonte |
| -- | ---------------- | ------ | ------- | ----- |
| 1  | 21 dicembre 2016 | 4      | 75-98   | [ 5 ] |